# Jesús Iglesias
Jesus Ricardo Iglesias (Pergamino, Buenos Aires, 22 de febrero de 1922-ibidem, 11 de julio de 2005) fue un piloto argentino de automovilismo. Tuvo una participación en Fórmula 1, el 16 de enero de 1955, en el Gran Premio de Argentina.

## Carrera
Fue un piloto destacado de la categoría de monoplazas Mecánica Nacional, tuvo su momento de notoriedad mundial en el GP Ciudad de Buenos Aires de 1958. Esta carrera formó parte de la temporada internacional argentina de ese año y reunió a coches de Fórmula 1 más algunos Mecánica Nacional, para engrosar el lote. En la largada bajo la lluvia, Iglesias se adelantó a casi todos con su Chevrolet Wayne, pero no pudo frenar, llevándose por delante al Cooper Climax de Stirling Moss, subcampeón de Fórmula 1 y ganador del Gran Premio de Argentina de 1958, disputado dos semanas antes. Nadie salió herido, aunque el inglés se mostró muy enojado con Iglesias. 
Se consagró campeón de la Fórmula Libre de Argentina en 4 oportunidades (1952, 1956, 1958 y 1959) y de la Fórmula Limitada en el año 1951.

## Familia
Los hijos de Jesús Iglesias (Ricardo Ismael y Juan Carlos) también fueron corredores, durante los años setenta en Turismo Carretera. Su nieto Nicolás, hijo de Ricardo, destacó en categorías de nivel nacional como Top Race V6 o TC.

## Resultados

### Fórmula 1
| Año  | Escudería      | 1       | 2   | 3   | 4   | 5   | 6   | 7   | Pos. | Puntos |
| ---- | -------------- | ------- | --- | --- | --- | --- | --- | --- | ---- | ------ |
| 1955 | Equipe Gordini | ARG Ret | MON | 500 | BEL | NED | GBR | ITA | NC   | 0      |

- [4]